# Chaceus pearsei
Chaceus pearsei is een krabbensoort uit de familie van de Pseudothelphusidae. De wetenschappelijke naam van de soort is voor het eerst geldig gepubliceerd in 1915 door Rathbun.